# آگیوس گئورگیوس (فاماگوستا)
آگیوس گئورگیوس (به لاتین: Agios Georgios) یک منطقهٔ مسکونی در قبرس شمالی است که در ناحیه اسکله واقع شده‌است. آگیوس گئورگیوس ۴۱۴ نفر جمعیت دارد.